# ISO 3166-2:AR
ISO 3166-2:AR é o subconjunto de códigos definidos em ISO 3166-2, parte do padrão ISO 3166  publicado pela Organização Internacional para Padronização (ISO), para os nomes dos principais subdivisões da Argentina.
Os códigos cobrem 23 províncias e 1 distrito federal. Cada código compõe-se de duas partes, separadas por um hífen. A primeira parte é AR, o código de Argentina ISO 3166-1 alfa-2, e a segunda parte é um subcódigo de uma-letra, que foi originalmente usado em Placas de veículos da Argentina (o que explica as letras I e O são ignorados, uma vez que poderiam ser confundidas como 1 e 0, respectivamente, e ficaram de fora das placas), e atualmente é usado nos Códigos Postais da Argentina.

## Códigos atuais
Códigos ISO 3166 e nomes de subdivisões estão listados como na norma oficial publicada pela  Agência de Manutenção (ISO 3166/MA). As colunas podem ser classificadas clicando nos respectivos botões.
| Código | Subdivisão nome        | Subdivisão tipo  |
| ------ | ---------------------- | ---------------- |
| AR-C   | Cidade de Buenos Aires | Distrito Federal |
| AR-B   | Buenos Aires           | Província        |
| AR-K   | Catamarca              | Província        |
| AR-X   | Córdova                | Província        |
| AR-W   | Corrientes             | Província        |
| AR-H   | Chaco                  | Província        |
| AR-U   | Chubut                 | Província        |
| AR-E   | Entre Ríos             | Província        |
| AR-P   | Formosa                | Província        |
| AR-Y   | Jujuy                  | Província        |
| AR-L   | La Pampa               | Província        |
| AR-F   | La Rioja               | Província        |
| AR-M   | Mendoza                | Província        |
| AR-N   | Misiones               | Província        |
| AR-Q   | Neuquén                | Província        |
| AR-R   | Rio Negro              | Província        |
| AR-A   | Salta                  | Província        |
| AR-J   | San Juan               | Província        |
| AR-D   | San Luis               | Província        |
| AR-Z   | Santa Cruz             | Província        |
| AR-S   | Santa Fé               | Província        |
| AR-G   | Santiago del Estero    | Província        |
| AR-V   | Terra do Fogo          | Província        |
| AR-T   | Tucumã                 | Província        |